# Stade de Franceville

Le stade de Franceville (anciennement stade Rénovation) est un stade de football du Gabon  située à Franceville d'une capacité de 22 000 places assises, C'est le 3e plus grand stade du pays après le stade de l'Amitié Sino-Gabonaise (autrefois nommé le stade d'Agondjé) et le stade Omar-Bongo de Libreville. Il sert de terrain au FC Franceville.
Le stade a été agrandi pour accueillir les matchs de la Coupe d'Afrique des nations de football 2012.

## Déroulement des travaux

### Construction
Le stade de la rénovation a été érigé à la faveur des projets des fêtes tournantes initiés par le président Omar Bongo dont le principe fut de délocaliser l'organisation de la fête nationale dans les différentes provinces du pays à raison de deux provinces par an. Il a accueilli pour son inauguration la finale de la coupe du Gabon.

### Agrandissement
D'une capacité de 20 000 places, le stade entièrement rénové ne conserve du précédent équipement sportif que son emplacement géographique. Stade, gradins, tribunes de presse, vestiaires sont refaits étendus.
Le gouvernement gabonais a chargé l’entreprise serbe Amiga, spécialisée dans les constructions métalliques, de réaliser, dans ses installations de Kraljevo en Serbie, la couverture du stade de Franceville.
Le stade a la capacité d'accueillir simultanément quatre équipes dans ses vestiaires, et dispose d'un mécanisme de récupération d'eau, permettant ainsi de recycler l'eau de pluie pour l'arrosage.
En dehors des compétitions de football, le stade de Franceville a la capacité d'accueillir plusieurs autres rencontres sportives grâce à sa piste d'athlétisme, et aux autres espaces conçus pour des compétitions de haut niveau.

## Caractéristiques
Rénové et agrandi avec notamment un toit sur une partie des tribunes, les sièges du stade se décline aux couleurs vert, bleu et jaune (couleur nationale du Gabon).